# Demetrious Johnson
Demetrious Khrisna Johnson (Madisonville, 13 augustus 1986) is een Amerikaans MMA-vechter. Hij was van september 2012 tot augustus 2018 de eerste wereldkampioen vlieggewicht (tot 57 kilo) bij de UFC. Door in die periode zijn titel elf keer met succes te verdedigen, is hij daarin recordhouder binnen de UFC.

## Carrière
Johnson debuteerde in april 2007 in MMA en vocht in de daaropvolgende jaren binnen bonden als AX, King of the Cage (KOTC) en World Extreme Cagefighting (WEC). Hij won zijn eerste tien gevechten op rij, waarvan vijf door middel van submissie en drie middels (technische) knock-out. In april 2010 liep hij tegen zijn eerste nederlaag aan. Brad Pickett versloeg hem op basis van een unanieme jurybeslissing.
Nadat de UFC de WEC en de daarbij behorende vechters overnam, debuteerde Johnson in februari 2011 binnen de UFC met een overwinning op Norifumi Yamamoto. Een maand later versloeg hij Miguel Torres. Hiermee verdiende hij een gevecht om de UFC-titel in het bantamgewicht (tot 61 kilo) tegen Dominick Cruz. Die bracht hem in oktober 2011 de tweede nederlaag in zijn profcarrière toe, opnieuw op basis van een unanieme jurybeslissing.

### Kampioen vlieggewicht
Johnsons nederlaag tegen Cruz was meteen zijn laatste gevecht in het bantamgewicht. Hij debuteerde in maart 2012 tegen Ian McCall in het vlieggewicht. De partij eindigde in een gelijkspel, waarop hij diezelfde McCall drie maanden later in een rematch wel versloeg.
Binnen de UFC bestond tot op 22 september 2012 geen wereldtitel binnen het vlieggewicht. Johnson en Joseph Benavidez mochten die dag uitmaken wie er als eerste kampioen werd van deze gewichtsklasse. Johson won door middel van een verdeelde jurybeslissing. Daarmee werd hij de eerste wereldkampioen vlieggewicht van de UFC. Hij verdedigde zijn titel vervolgens in 2013 tegen achtereenvolgens John Dodson (unanieme jurybeslissing), John Moraga (submissie) en tijdens een rematch met Benavidez (knock-out, KO), in 2014 tegen Ali Bagautinov (unanieme jurybeslissing) en Chris Cariaso (submissie) en in 2015 tegen Kyoji Horiguchi (submissie) en opnieuw Dodson (unanieme jurybeslissing). Johnson verdedigde zijn titel in april 2016 voor de achtste keer met succes, door voormalig olympisch kampioen worstelen Henry Cejudo halverwege de eerste ronde technisch knock-out (TKO) te slaan en schoppen.
Johnson negende uitdager kwalificeerde zich voor een titelgevecht tegen hem door seizoen 24 van The Ultimate Fighter te winnen. Tim Elliott was de man die dit lukte. Hij hield het vervolgens ook de volle vijf ronden van vijf minuten vol tegen Johnson, die de wedstrijd wel weer winnend afsloot (unanieme jurybeslissing).

### UFC-record
Johnson won op 15 april 2017 van Wilson Reis door hem met een armklem tot submissie te dwingen. Daarmee verdedigde hij voor de tiende keer op rij zijn titel in het vlieggewicht. Met dat aantal evenaarde hij het UFC-record van Anderson Silva. Die presteerde dit in de periode 2007 tot en met 2012 in het middengewicht (tot 84 kilo). Johnson werd op 7 oktober 2017 alleenrecordhouder. Hij verdedigde zijn titel die dag voor de elfde keer op rij door middels een armklem te winnen van Ray Borg.

### Einde kampioenschap
Het lukte Johnson in augustus 2018 niet om zijn titel ook voor een twaalfde keer te verdedigen. Na vijf volle ronden van vijf minuten in zijn tweede gevecht met Cejudo, wezen twee van de drie juryleden zijn tegenstander aan als winnaar en daarmee als nieuwe kampioen. Dit bleek meteen Johnsons laatste gevecht binnen de UFC. Hij kwam in oktober 2018 tot een akkoord met de organisatie om zijn contract te ontbinden zodat hij bij de Aziatische bond ONE Championship kon gaan vechten. ONE ontbond in ruil daarvoor de verbintenis van Ben Askren zodat die kon tekenen bij de UFC.

### ONE Championship
Johnson debuteerde op 31 maart 2019 bij ONE met een overwinning op Yuya Wakamatsu. Hij nam zijn tegenstander die dag halverwege de tweede ronde van hun gevecht in een beslissende verwurging (guillotine choke). Deze partij gold als een kwartfinale in een toernooi om de titel in het vlieggewicht. Hij won op 2 augustus 2019 in de halve finale van Tatsumitsu Wada (unanieme jurybeslissing) en in oktober 2019 in de finale van Danny Kingad (unanieme jurybeslissing). Hiermee verdiende hij een titelgevecht tegen regerend kampioen ONE-kampioen Adriano Moraes. Dat vond plaats op 7 april 2021. Johnson verloor in de tweede ronde (KO). Vier maanden later gunde de organisatie hem een rematch en deze keer versloeg hij Moraes wel. Ditmaal deelde hij zelf de KO uit en werd hij kampioen vlieggewicht bij ONE. Johnson won ook een derde opeenvolgende partij tegen Moraes in mei 2023 (unanieme jurybeslissing).